# 松麦河
松麦河，是中国长江流域的一条河流，汇入金沙江左岸，属于金沙江水系。河长230千米，流域面积12000平方千米，年均流量180立方米每秒。自然落差2760米。水能理论蕴藏量71万千瓦。